# 張星炳
張星炳（1850年—1922年），河南省光州直隸州固始縣人，清朝政治人物、進士出身。
光緒六年（1880年），参加庚辰科殿試，登進士二甲第4名。同年五月，改翰林院庶吉士。光緒九年四月，散館，授翰林院編修。汀州府知府任职期间，兴办汀郡中学堂，亦设计建立了洪坑土楼群中的福裕楼。转任福宁府知府时，兼任宁郡中学堂监督:147。中華民國成立后，任总统府高等顾问。

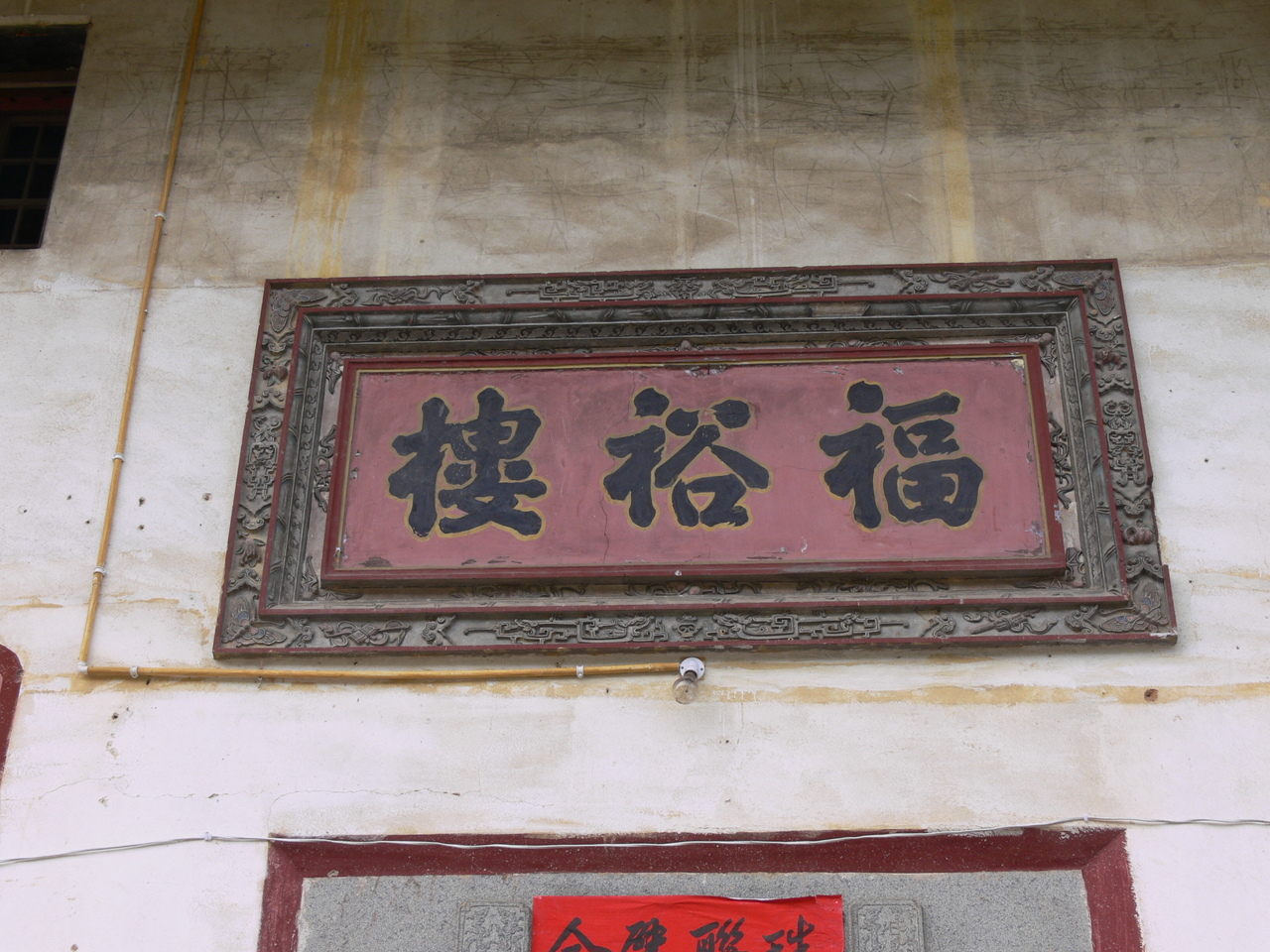
福裕楼牌匾，系张星炳手书

| 官衔          | 官衔                                             | 官衔          |
| ------------- | ------------------------------------------------ | ------------- |
| 前任： 胡廷幹 | 汀州府知府 光绪二十三－二十八年 （1897－1902年） | 繼任： 嚴良勳 |
| 前任： 嚴良勳 | 汀州府知府 光绪三十－三十三年 （1905－1908年）   | 繼任： 來秀   |
| 前任： 呂渭英 | 福州府知府 光绪三十二－三十四年 （1907－1908年） | 繼任： 曹垣   |
| 前任： 李增霨 | 福宁府知府 光绪三十四年 （1908年上任）           | 繼任： 锡纶   |